# Torrente Nervia
Torrente Nervia este o arie protejată (arie specială de conservare — SAC, sit de importanță comunitară — SCI) din Italia întinsă pe o suprafață de 44 ha, integral pe uscat.

## Localizare
Centrul sitului Torrente Nervia este situat la coordonatele 43°48′09″N 7°37′33″E / 43.8025°N 7.625833°E.

## Înființare
Situl Torrente Nervia a fost declarat sit de importanță comunitară în iunie 1995 pentru a proteja 70 de specii de animale. Situl a fost protejat și ca arie specială de conservare în aprilie 2017.

## Biodiversitate
Situată în ecoregiunea mediteraneană, aria protejată conține 8 habitate naturale: Galerii de Salix alba și de Populus alba, Râuri mediteraneene cu debit intermitent, cu specii de Paspalo-Agrostidion, Râuri mediteraneene cu debit permanent cu specii de Paspalo-Agrostidion și galerii riverane de Salix și de Populus alba, Pseudostepă cu ierburi și specii anuale de Thero-Brachypodietea, Vegetație anuală la limita mareei, Păduri aluvionare cu Alnus glutinosa și Fraxinus excelsior (Alno-Padion, Alnion incanae, Salicion albae), Estuare, Păduri de Quercus ilex și Quercus rotundifolia.
La baza desemnării sitului se află mai multe specii protejate:
- păsări (66): fluierar de munte (Actitis hypoleucos), ciocârlie-de-câmp (Alauda arvensis), pescăruș albastru (Alcedo atthis), rață sulițar (Anas acuta), rață pitică (Anas crecca), rață mare (Anas platyrhynchos), fâsă de luncă (Anthus pratensis), fâsă de pădure (Anthus spinoletta), stârc roșu (Ardea purpurea), stârc galben (Ardeola ralloides), rață-cu-cap-castaniu (Aythya ferina), rața moțată (Aythya fuligula), rață roșie (Aythya nyroca), buhai de baltă (Botaurus stellaris), buha (Bubo bubo), Bucephala clangula, pasărea ogorului (Burhinus oedicnemus), fugaci roșcat (Calidris ferruginea), sticlete (Carduelis carduelis), Cettia cetti, florinte (Chloris chloris), lebădă de vară (Cygnus olor), egretă mică (Egretta garzetta), presură de munte (Emberiza cia), presură de stuf (Emberiza schoeniclus), măcăleandru (Erithacus rubecula), cinteză (Fringilla coelebs), Fringilla montifringilla, lișiță (Fulica atra), găinușă de baltă (Gallinula chloropus), piciorong (Himantopus himantopus), rândunică (Hirundo rustica), stârc pitic (Ixobrychus minutus), Larus argentatus, pescăruș negricios (Larus fuscus), pescăruș-cu-cap-negru (Larus melanocephalus), pescăruș râzător (Larus ridibundus), câneparul (Linaria cannabina), rață pestriță (Mareca strepera), rață catifelată (Melanitta fusca), codobatură galbenă (Motacilla alba), codobatură de munte (Motacilla cinerea), stârc de noapte (Nycticorax nycticorax), pițigoi mare (Parus major), vrabie (Passer domesticus), vrabie de câmp (Passer montanus), Phalacrocorax carbo sinensis, codroș de munte (Phoenicurus ochruros), pitulice de munte (Phylloscopus collybita), ploier auriu (Pluvialis apricaria), cresteț pestriț (Porzana porzana), Ptyonoprogne rupestris, cristei de baltă (Rallus aquaticus), mărăcinar negru (Saxicola torquatus), cănăraș (Serinus serinus), Spatula clypeata, rață cârâitoare (Spatula querquedula), scatiu (Spinus spinus), graur (Sturnus vulgaris), silvie cu cap negru (Sylvia atricapilla), silvie mediteraneană (Sylvia melanocephala), corcodel mic (Tachybaptus ruficollis), chiră de mare (Thalasseus sandvicensis), fluierar de mlaștină (Tringa glareola), pănțărușul (Troglodytes troglodytes), mierlă (Turdus merula)
- mamifere (3): liliac comun (Myotis myotis), liliacul mare cu potcoavă (Rhinolophus ferrumequinum), liliacul mic cu potcoavă (Rhinolophus hipposideros)
- pești (1): Telestes muticellus

Pe lângă speciile protejate, pe teritoriul sitului au mai fost identificate 2 specii de plante, 3 specii de amfibieni, 2 specii de mamifere, 1 specie de nevertebrate, 5 specii de reptile.